# 江崎古墳
江崎古墳（えざきこふん）は、岡山県総社市上林江崎にある古墳。形状は前方後円墳。岡山県指定史跡に指定されている。
1984年（昭和59年）に岡山大学の近藤義郎らによって発掘調査され、巨石を用いた横穴式石室と内部にあった家形石棺が明らかにされ、馬具、武器など多数の遺物が出土している。

## 概要

### 墳丘
山麓の傾斜地に築造された前方後円墳で前方部を上に後円部を下方に、主軸を南北に向けて築造されている。2段築成で、全長45メートル、後円部径約32メートル、前方部前面幅25メートル、前方部高さ1.2メートル、後円部高さ5.2メートルをはかる。古墳の後円部北半から前方部にかけて幅3.0-5.8メートル、深さ0.8－1.6メートルの周溝が認められる。埴輪は前方部、くびれ部、後円部から少量出土しているが、破片数が著しく少ないので、ごく部分的、あるいはごく疎らに樹立されたと考えられる。円筒埴輪、朝顔形埴輪、形象埴輪が認められ、須恵質のものは1点のみ検出されている。

### 石室
石室は後円部のやや南寄りに位置し、ほぼ西に開口する自然石を用いた両袖式の横穴式石室である。側壁は大形の花崗岩を2段ないし3段に積み、隙間に小形の石を充填したもので、奥壁は花崗岩の1枚の巨石から成る。天井石は。玄門部から羨道部にかけての3枚を除き早くに失われており、調査当時、石室内には土砂が充満していた。石室の全長は13.8メートル、玄室長6.6メートル、玄室幅は奥壁で2.6メートル、袖部で2.3メートル、玄室高は奥壁部で2.9メートル、現存する天井石まで2.66メートルである。羨道部は1.7メートル、羨道部高は2.5メートル、玄門部は低くなり、高さ1.9メートルをはかる。玄室の床面積は16平方メートルで、こうもり塚古墳の床面積のおよそ60パーセントである。

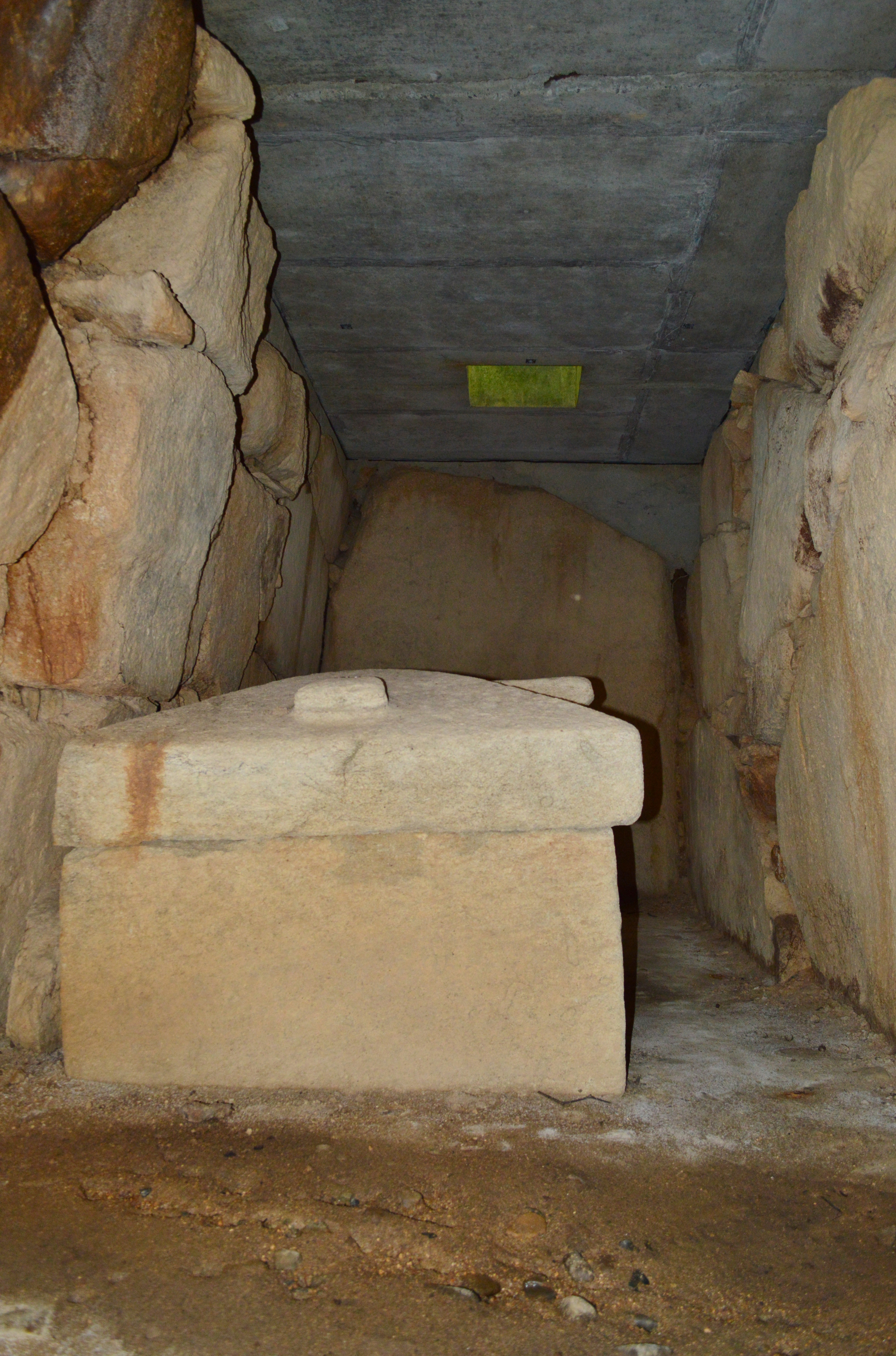
玄室
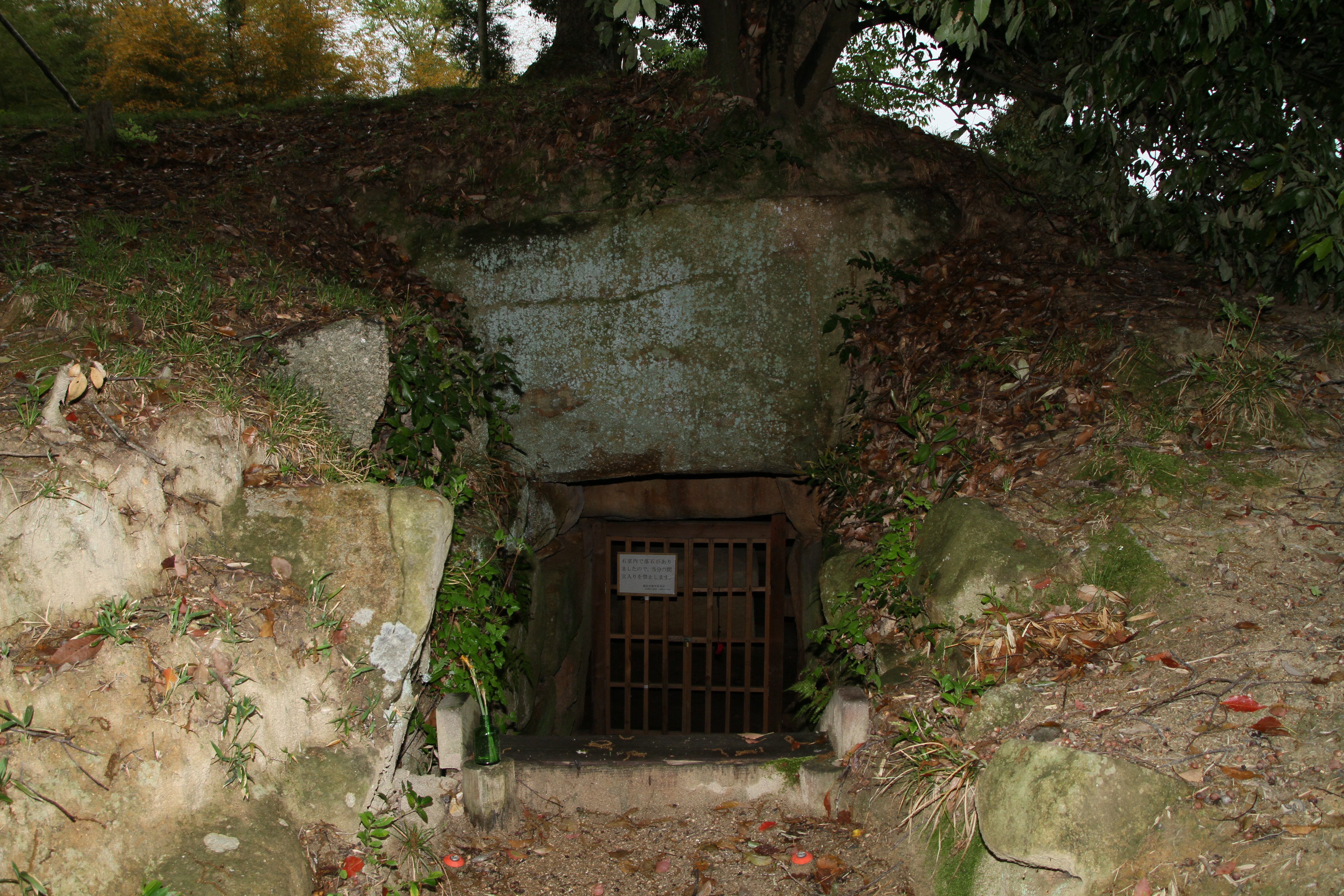
開口部

### 石棺
石室のほぼ中央で右側壁に近接して、刳り抜き式の家形石棺が置かれていた。蓋部の長辺に各2、短辺に各1の縄掛け突起が付いている。縄掛け突起は蓋の傾斜面につき、小さく扁平で実用機能をもたない。蓋部の南東隅はちょうど人が入りこめるほどに破壊され、盗掘を物語っている。棺身は、上縁の長辺238センチ、同短辺131センチ、基底の長辺238センチ、同短辺125センチ、高さ68センチ、刳り抜きの深さ46センチである。蓋は長辺251センチ、短辺143センチ、高さ43センチ、刳り抜きの深さ16センチで、長辺、短辺とも中央がわずかにふくらんでいる。石材は貝殻石灰岩でこうもり塚古墳の石棺と同じである。

### 遺骸
石棺内には2体の遺骸があり、盗掘による攪乱で原位置をいちじるしく乱されていたが1体は、壮年男性と推定され、20代後半から30歳にかかる年齢と判断される。身長はほぼ156-157センチと考えられる。他の1体は壮年女性と推定され、歯の磨耗が男性人骨にくらべて進んでいることから30歳代後半から40歳に近い年齢と判断される。身長は男性とほぼ同じと考えられる。

### 副葬品
副葬品は棺内から馬具飾金具30点、雲珠の破片と推定されるもの1点、刀子、金環1対、ガラス小玉約110点、須恵器小片などが出土した。馬具類は本来、棺外にあったものが盗掘時に石室内に既に流入していた土砂を石棺内に移した時に混入したものと推察される。石棺の蓋の上では鏡板1、引手1が発見されており、盗掘時に遺棄されたものと考えられる。石室内からは銅鏡・耳環・鉄刀・鉄鏃・刀子・轡・雲珠・辻金具・飾金具・鞖（シオデ）・須恵器・土師器などが出土している。銅鏡は径14.1センチの獣形鏡である。鉄刀は石棺内と合わせて5点出土している。鉄鏃は石室床面から131点、石棺内からも1点出土している。刀子は石室床面から2点、石棺内から2点出土している。轡（クツワ）は鉄製で十字形の装飾をもつ鉄地金銅張り鏡板をともなう。鞖（シオデ）は径7-7.5センチの鉄製の座金に鉄製の鉸具をつけたものであり、4ヶ所に鋲を打っている。雲珠は鉄地金銅張りで八脚をもち、平面形が八角形を呈する。辻金具は雲珠とよくにた構造であるが四脚しかない。石棺内などから出土した飾り金具は鉄地張りのものと銀張りのものがあり、いずれも革帯につけて用いられたものと思われる。同じく石棺内から出土したガラス玉（110点）は青色と茶色の2種類あり、直径4-5ミリである。須恵器は玄室床面から約80点出土しており、坏、高坏、有蓋高坏、ハソウ、提瓶、台付長頸壷、広口壷、器台がある。土器類では他に土師器の壷、高坏、甕、小形埦が出土している。

## 築造年代
出土した須恵器の年代は6世紀後半から7世紀初頭が推定され、こうもり塚古墳より少しおくれた時期にこの古墳が築造されたことを示しているようである。また新相を示す須恵器が奥壁部に集中することから、追葬が行なわれたことを想定させる。なお、石室内からは平安時代後期に属する双耳壷、緑釉陶器、内面黒色土器などが出土し、双耳壷からは火葬骨が発見されており、平安時代に横穴式石室が埋葬に再利用されていたようである。

## 文化財

### 岡山県指定文化財
- 史跡
  - 江崎古墳 - 1986年（昭和61年）4月4日指定[3]。